# Fall Again
「Fall Again」（フォール・アゲイン）は、日本のロックバンド、TRICERATOPSの13thシングル。2000年10月25日 、エピックレコードジャパンよりリリース。

## 内容
- 前作より4ヶ月ぶりのリリース。
- 今作はタイトル曲・カップリング曲ともにタイアップが付いた（後述）。なお、バンドにとってドラマ主題歌は史上初。

## 収録曲
1. Fall Again (4:25)
フジテレビ系ドラマ『編集王』主題歌
2. Silly Scandals (3:25)
資生堂「ff（フフ）」CMソング

全作詞・作曲：和田唱　編曲：TRICERATOPS